# Horvátország címere

Horvátország címere, fő motívuma a Šahovnica (sakk) a tizedik századra nyúlik vissza

Horvátország címere az ország egyik állami jelképe.

## Története
Európa egyik legrégebbi címere egy központi nagy pajzsból áll, amelyen öt kisebb pajzs alkot koronát. Ennek a címernek a gyökerei a horvát történelem legrégebbi időszakába nyúlik vissza, hozzávetőleg a 7. századba.
A piros-fehér kockás központi címert a horvátok šahovnicaként emlegetik, amely a šah, vagyis sakk horvát szóból ered. A 13 piros és 12 fehér mezőből álló sakktábla már a 10. századtól fogva a horvát királyok jelvényeként van használatban. A színek a két ősi horvát törzsre, a vörös horvátokra és a fehér horvátokra utalnak. Ennek azonban nincsen megfelelően megalapozott történelmi háttere, mint ahogyan annak a legendának sincs, amely szerint a sakktábla azért került fel a horvát címerre, mert Szvetoszláv Szuronja sakkban megverte a velencei dózsét, II. Pietro Orseolót, és így elnyerte a dalmát városok feletti ellenőrzés jogát. Más nézetek szerint a mocsári kockásliliom (horvátul: „kockavica”) mintázatát idézi.
Ezen legendák mellett vannak azonban komoly tények is. Ezek szerint a mai címert 1990. december 21-én fogadták el hivatalosan. A pajzs ugyan már részeiben korábban a magyar uralkodók címerében is megjelent, az új horvát zászlón látható címert mégis tervezni kellett. Miroslav Šutej grafikus alkotta meg a sakktáblát először.

## Leírása
A piros-fehér pepita főcímeren öt kisebb címer látható. Ezek mind Horvátország történelmi régióit szimbolizálják. A szemlélő sorrendjében balról jobbra haladva az első címeren egy hatágú sárga csillagot látunk, amely az Esthajnalcsillagot jelképezi. Alatta egy fekvő fehér félhold látható és mindennek kék háttere van. Ez a legrégebben ismert horvát címer, amely Zágrábot és Közép-Horvátországot jelképezi. A második pajzson két vörös sáv látható sötétkék háttérrel. Ez a Raguzai Köztársaság, a mai Dubrovnik ősi címere, amelyet még az Árpád-házi királyok adtak a városnak. A harmadik címeren kék háttér előtt három arany leopárdfej látható, egy alul, kettő felül. Ezt a 13. században a magyar Anjou-ház uralkodói adták Dalmáciának. A negyedik címeren egy arany színű kecskét láthatunk, amelynek patái és szarva vörös színű. A sötétkék pajzsra festett alakzat Isztria jelképe. Az utolsó kék címer Szlavónia jelképe. A két fehér sáv a Drávát és a Szávát szimbolizálja, amely a történelmi régió egykori északi és déli határát jelöli. A két sáv közötti fehér mezőn egy fekete nyest szalad át (amelyet egyébként horvátul kunának neveznek, ez volt az ország nemzeti valutájának is a neve az euró bevezetéséig). Efelett egy hatágú sárga csillag látható. Ezt a címert II. Ulászló magyar és cseh király adományozta Szlavóniának 1496-ban.

## Címerek

Horvátország címere 1527-ben.
Horvát-Szlavónország címere (1868 – 1918).A Szent Korona jelképezi a magyar uralmat Horvátországban
Címer 1910-ből.
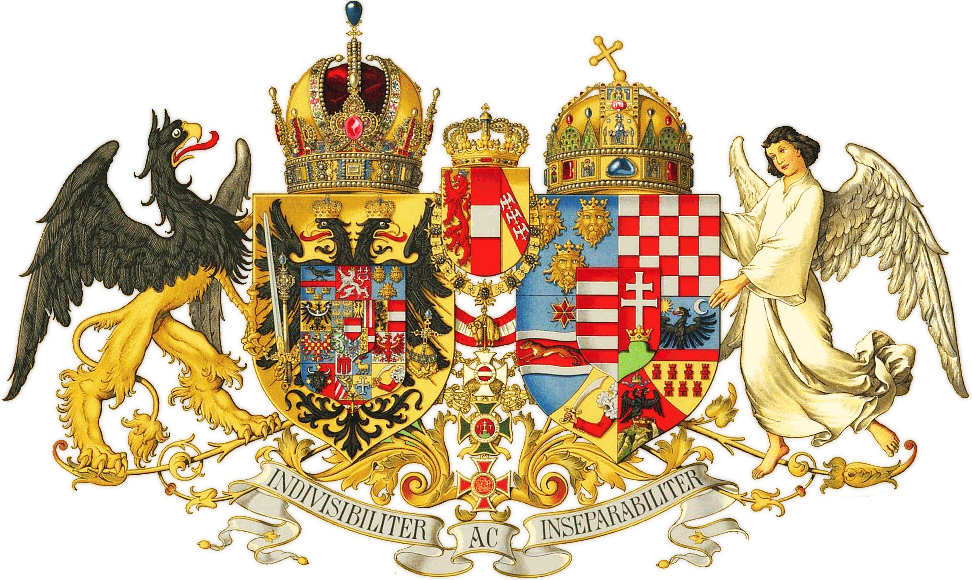
Az Osztrák-Magyar közös címer (1915–1918)
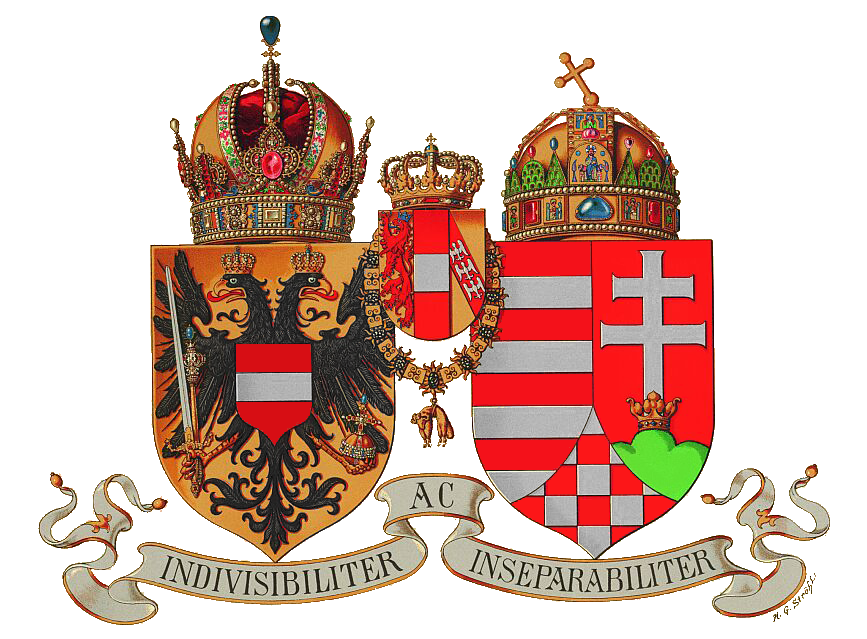
Osztrák–Magyar Monarchia címere 1915-ben
A Szerb-Horvát-Szlovén és a Jugoszláv Királyság címere (1918–1941)
Horvátország címere (1939–1941)
Horvátország címere(1939–1941)
A Független Horvát Állam címere (1941–1945)
Az antifasiszta horvát szövetségi állam címere (1943)
Az antifasiszta horvát szövetségi állam címere (1943–1947)
A Horvát Szocialista Köztársaság címere (1945–1990)
Kezdetleges horvát címer (1990)
A jelenlegi Horvát Köztársaság címere (1990. december 21-től)